# جگیتنگا
جگیتنگا (به لهستانی:  Dziegietnia) یک روستا در لهستان است که در گمینا سوکوووف پودلاسکی واقع شده‌است.